# 32522 Judiepersons
2001 OE81 (asteroide 32522) é um asteroide da cintura principal. Possui uma excentricidade de 0.12247290 e uma inclinação de 5.99763º.
Este asteroide foi descoberto no dia 29 de julho de 2001 por LINEAR em Socorro.